# Daniel Gräbner
Daniel Gräbner (* 1975 in Köln) ist ein deutscher Filmregisseur und Filmproduzent.
Er studierte von 1996 bis 2001 Filmregie Film und Fernsehen an der Kunsthochschule für Medien Köln und beendete sein Studium mit Diplom. Danach gründete Daniel Gräbner mit dem Marokkaner Kamal El Kacimi in Köln und Marrakesch die Produktions- und Verleihfirma Rif Film, über die er auch seinen sehr bekannten Dokumentarfilm Haschisch, in dem er den Hanfanbau in einem im Rif gelegenen Dorf dokumentiert, produziert hat und vertreibt. Weitere wichtige Projekte mit Rif Film sind der palästinensische Spielfilm Granatäpfel und Myrrhe und der deutsch-marokkanische Episodenfilm 24h Marrakech.
Des Weiteren brachte er mit seiner Firma die Spielfilme Kein Science Fiction, Die Quereinsteigerinnen und den von Fatih Akın mitproduzierten Takva in die deutschen Kinos.
2012 gründete Gräbner die Daniel Gräbner Filmproduktion, über die er seitdem seine eigenen Regieprojekte entwickelt und produziert.
Daniel Gräbner wohnt in Köln.

## Filmografie (Auswahl)
- 2002: Haschisch (Produzent/Regisseur)
- 2008: Granatäpfel und Myrrhe (Produzent)
- 2009: Sin palabras (Produzent)
- 2010: 24h Marrakech (Produzent/Regisseur)
- 2011: Khalid (Produzent/Regisseur)
- 2013: Henna (Produzent)
- 2014: Traum der Weisen (Produzent/Regisseur)
- 2017: Das Projekt (Produzent/Regisseur)